# Дарджа
Дарджа́, или Дарджи́ (туркм. Darja ýarymadasy) — низменный пустынный полуостров на восточном берегу Каспийского моря, на территории Балканского велаята Туркменистана.
Вдаётся в акваторию залива Туркменбаши со стороны материкового Туркменистана. Береговая линия изрезана, подвержена колебаниям в связи с изменениями уровня Каспийского моря. На севере омывается водами Балханского залива (северо-восточная оконечность залива Туркменбаши), на юго-западе расположен Северный Челекенский залив, а на юге Михайловский залив и заливы Гыраяк и Узынада. Внутри полуострова Дарджа на юге выделяется меньший полуостров Герекемез.
Самые высокие точки — гора Чадыр (17 м в.у.м.), бугор Кочаклы (24 м.в.у.м.). Внутри полуострова расположены обширные солончаки Беурчадыр и Беуркосюклы. В юго-западной части полуострова некогда располагалась станция Узун-ада, бывшая в начале XX века начальным пунктом Закаспийской железной дороги, которая проходит по полуострову до станции Молла-Кара. Полуостров покрыт песками, почти совсем лишён растительности и совершенно — воды.